# Ray Price
Ray Price (12. ledna 1926, Perryville, Texas, USA – 16. prosince 2013, Mount Pleasant, Texas, USA) byl americký zpěvák, který působil převážně v žánru country hudby.
Svoji kariéru zahájil koncem čtyřicátých let a svou první nahrávku vydal v roce 1949; o dva roky později podepsal smlouvu s vydavatelstvím Columbia Records. První větší úspěch zaznamenal jeho singl Crazy Arms z roku 1956. V roce 2012 nazpíval duet Cold War with You spolu s Williem Nelsonem na jeho albu Heroes. S Nelsonem spolupracoval již v roce 1983, kdy zpíval na jeho albu Old Friends. Během své kariéry získal řadu ocenění, mezi které patří cena Grammy nebo Country Music Association. Zemřel 16. prosince 2013 na rakovinu slinivky ve svém domě v Mount Pleasant v Texasu ve věku 87 let.